# 1457 Ankara
För andra betydelser, se Ankara (olika betydelser).
1457 Ankara eller 1937 PA är en asteroid i huvudbältet, som upptäcktes 3 augusti 1937 av den tyske astronomen Karl Wilhelm Reinmuth i Heidelberg. Den har fått sitt namn efter den turkiska huvudstaden Ankara.
Asteroiden har en diameter på ungefär 17 kilometer.